# Mesoiulus paradoxus
Mesoiulus paradoxus är en mångfotingart som beskrevs av Berlese 1886. Mesoiulus paradoxus ingår i släktet Mesoiulus och familjen kejsardubbelfotingar. Inga underarter finns listade i Catalogue of Life.